# Androsace albana
Androsace albana är en viveväxtart som beskrevs av John Stevenson. Androsace albana ingår i släktet grusvivor, och familjen viveväxter. Inga underarter finns listade i Catalogue of Life.

## Bildgalleri

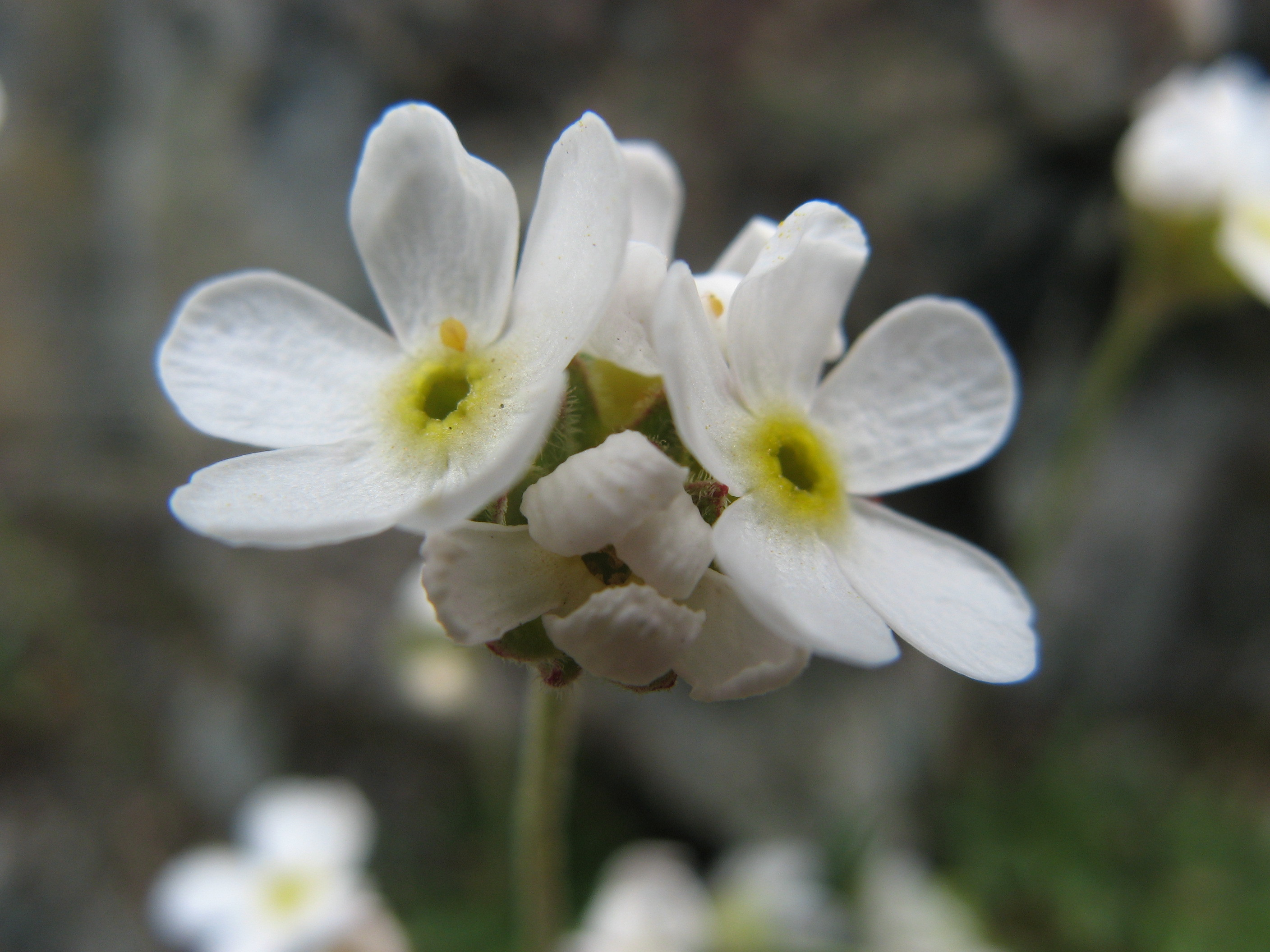